# Skauting v Třebíči

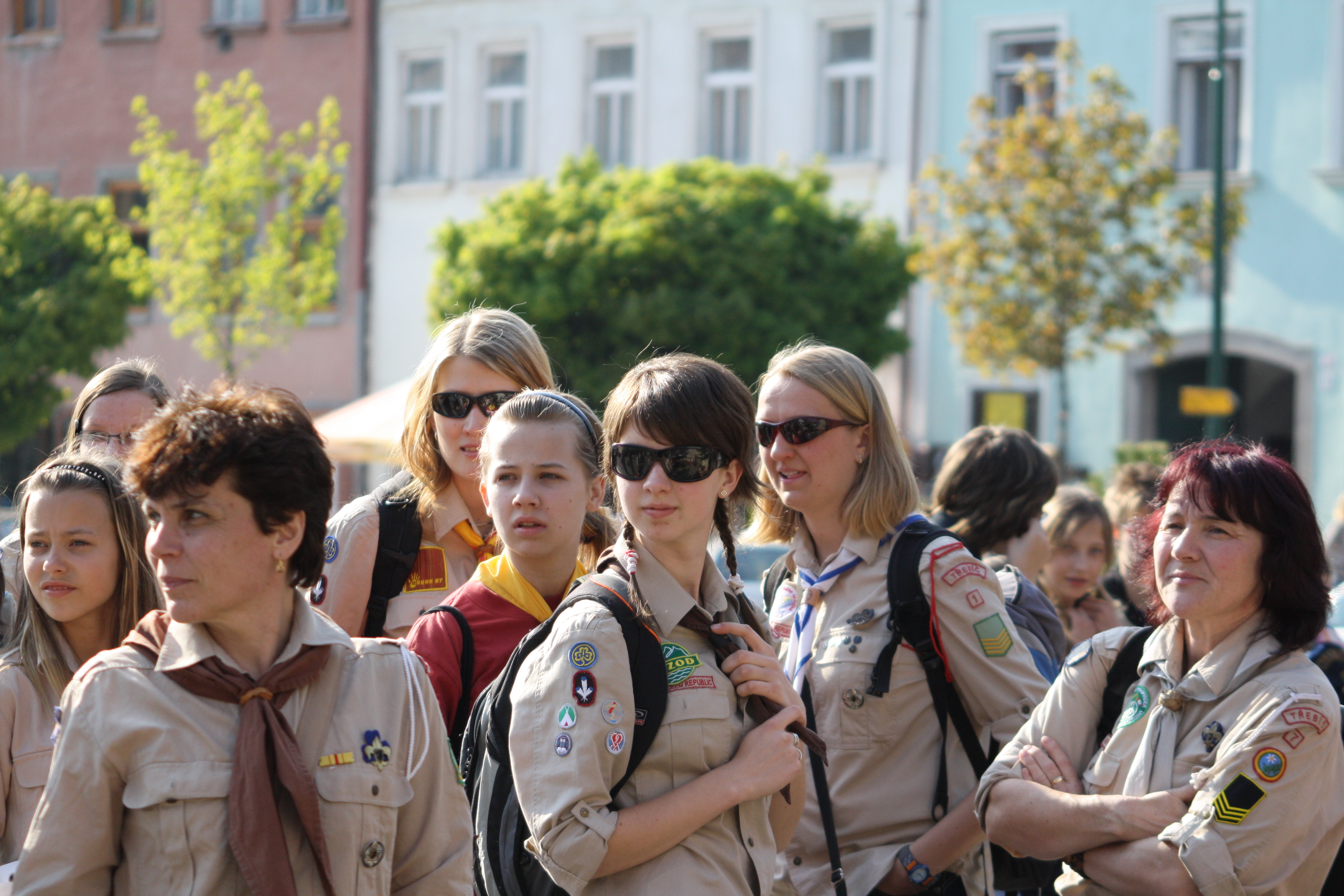
Skautky z 1. oddílu na třebíčském náměstí při Dnu v krojích (24. dubna 2009)

Skauti v Třebíči působí od roku 1923. Dnes v Třebíči fungují skauti vodní i pozemní a ke své činnosti využívají několik budov rozmístěných po celém městě, jsou sdruženi ve dvou střediscích. Pozemní skauti fungují pod střediskem s názvem Srdíčko a vodní pod střediskem s názvem Žlutá ponorka. Obě střediska mají delší historii a spoustu tradičních akcí.
Významnost a tradici skautingu v Třebíči potvrzuje pojmenování několika ulic a lávky přes řeku Jihlavu po významných skautech a několik soch významných skautů umístěných ve městě. Roku 2005 se v Třebíči konal také XI. valný sněm Junáka, který byl první větší akcí v nově otevřeném Divadle Pasáž. V současné době se někteří bývalí skauti z Třebíče podílí na chodu města v jeho zastupitelstvu. V roce 2019 se několik skautů ze střediska Srdíčko zúčastnilo světového Jamboree v USA.

## Historie

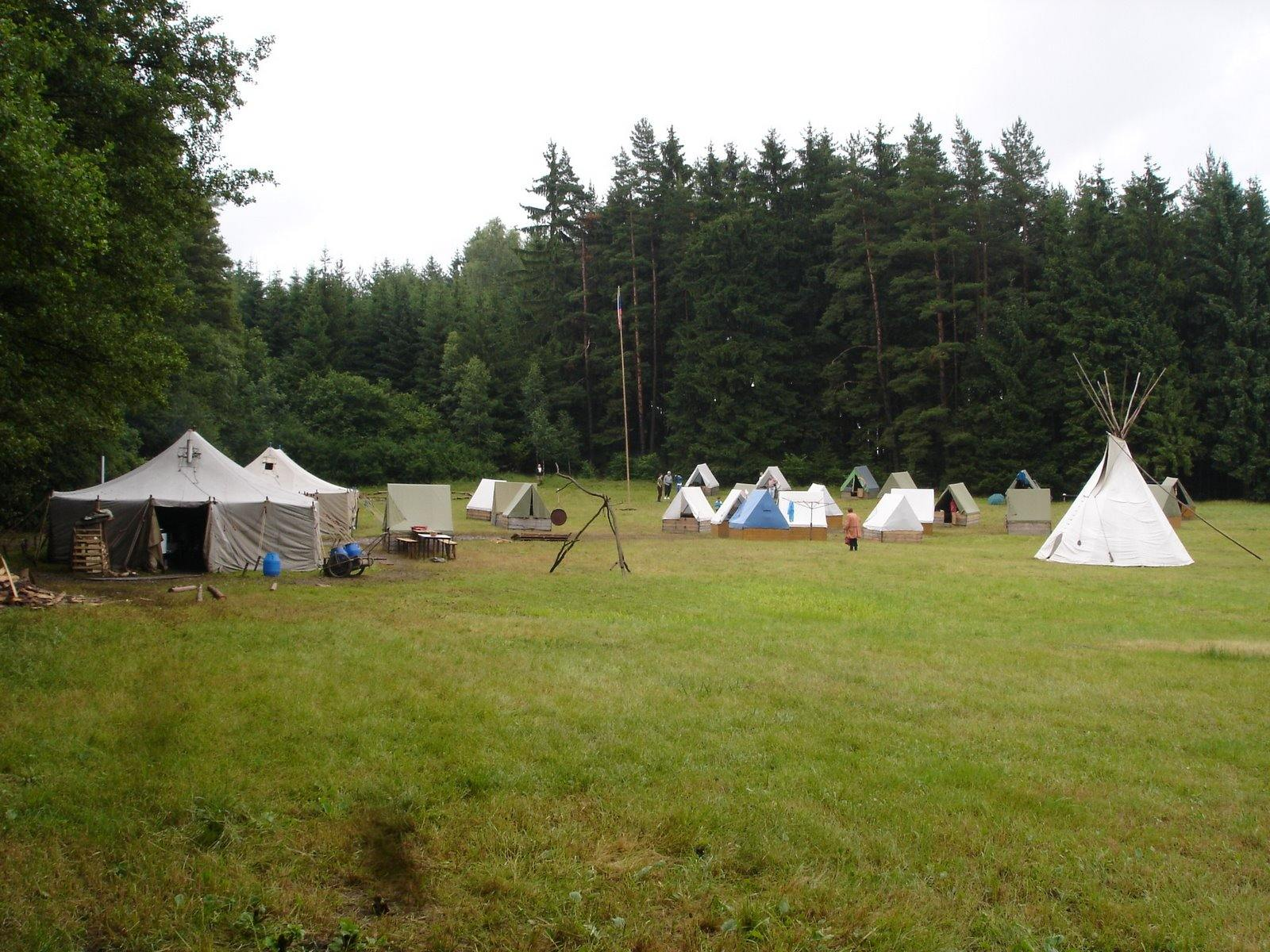
Letní tábor 1. skautského oddílu

První pokusy o založení skautského oddílu byly datovány již do roku 1919, kdy byl Antonín Svojsík požádán o to, aby přijel přednášet o tématu skautingu do Třebíče. Ten nepřijel, ale přesto došlo k založení oddílu organizace YMCA. Poručík Eichler z Brna vedl vycházky s oddílem 40 chlapců a také s nimi vedl tábor v délce čtyřech týdnů. Další rok byl z tohoto oddílu vytvořen oddíl tzv. Setonových skautů (později i Ligy lesní moudrosti – Woodcraft) a v roce 1922 došlo k založení prvního oddílu oldskautů pod Svazem Skautů RČS.
Za datum jeho vzniku lze prakticky označit rok 1923, pod vedením bratra Hobzy (bratr Srdíčko) vznikl v Třebíči 1. chlapecký oddíl, mělo tomu být po výstavě přátel přírody v Masarykově škole a to konkrétně 2. září. Také oddíl získal klubovnu v budově Obchodní akademie v Třebíči. Již v létě roku 1924 uspořádal tento oddíl první letní tábor, který se konal u Vevčic při řece Jevišovce. Tehdy se tábora účastnilo 16 členů z 1. oddílu. Další rok se konal tábor u Pulkova a účastnilo se 20 členů. Téhož roku spolu s Okrašlovacím spolkem oddíl vybudoval stezku na Hrádek. V dalších letech se opět konaly tábory. Roku 1928 vznikla 1. smečka vlčat, prvním vedoucím byl E. Spilka. Téhož roku přišel o klubovnu v obchodní akademii, v roce 1929 získal první oddíl klubovnu v Nových Dvorech. Počet třebíčských oddílů Junáka se pak rozšířil ještě v roce 1930, kdy vznikl 2. oddíl, roku 1932 pak byla založena 2. smečka vlčat a v roce 1933 vznikl 35. oddíl katolických skautů. V roce 1935 se oddíly účastnily oslav 600 let města Třebíče a pořádaly různé výpravy, výstavy a další. Roku 1938 byl založen první oddíl dívek a další rok jsou všechny skautské organizace sloučeny do organizace Junák a v Třebíči je založeno středisko, které má osm oddílů.
V roce 1940 na začátku července došlo k prvnímu rozpuštění Junáka gestapem a oddíly musely pracovat v ilegalitě. V roce 1945 došlo k obnovení, bylo založeno 9 oddílů chlapců, 4 oddílů skautek, 5 oddílů vlčat a světlušek. Klubovny byly založeny v dřevěných domcích v klášterní zahradě. Po 2. světové válce byla činnost Junáku obnovena, V roce 1948 pak tehdejší Okresní rada Junáka přijala do názvu jméno Jindřicha Svobody, jediného z třebíčských letců RAF, který zahynul v boji. Do roku 1950, kdy byla organizace Junák opět rozpuštěna, třebíčští skauti pracovali pod vedením Bohouše Stuny, Jaroslava Kauta, Rasti Dvořáka a později hlavně Karla Vrány (bratr Rajniše). V dalších letech se pod strukturou turistického oddílu a pod vedením Josefa Bublana (bratr Rikitan), během pražského jara byl Junák opět nakrátko obnoven, opětovně zrušen byl v roce 1970. V těchto letech měl vzniknout i oddíl vodních skautů pod vedením Aloise Pučalíka a Rudolfa Hedbávného, formálně byl 1. oddíl vodních skautů založen 24. dubna 1968 a již ke konci tohoto roku měl 19 členů. Později přešli, stejně jako pozemní skauti, na fungování jako turistický oddíl pod pionýrskou organizací. V roce 1986 byl hostem třebíčských skautů také Jaroslav Foglar.
Jako další oddíl vodních skautů byl založen 2. oddíl Modrá dvojka , bylo tomu v roce 1970 pod vedením Mirka Polanského (Polda). Vznikl z jedné z družin 1. oddílu vodních skautů. Další oddíl vodních skautů vznikl dne 21. října 1988, tento oddíl fungoval pod 31. pionýrskou skupinou Elitexu Třebíč, v tu dobu se oddíl scházel v klubovně na Hasskově ulici, později přešel pod přístav vodních skautů v Třebíči. Nyní je to 5. oddíl VS v Třebíči se sídlem na Svojsíkově nábřeží. Třebíčský 1. oddíl měl za komunismu problém najít klubovnu. Většinou skauti měli pronajaty staré domy určené k demolici, nebo totální rekonstrukci. Do 2. poloviny osmdesátých let sídlil 1. oddíl v domě, který byl v r. 1988 zbourán a byl hned vedle budovy Cyrilometodějská 163/13. Poté jsme se stěhovali do Kočičiny na adresu Pod Hrádkem 7, kde skauti působili do roku 1993, kdy koupili rozestavěný areál hvězdárny u tzv. Kostelíčka, kde byly k dispozici omezené prostory pro činnost oddílů. 

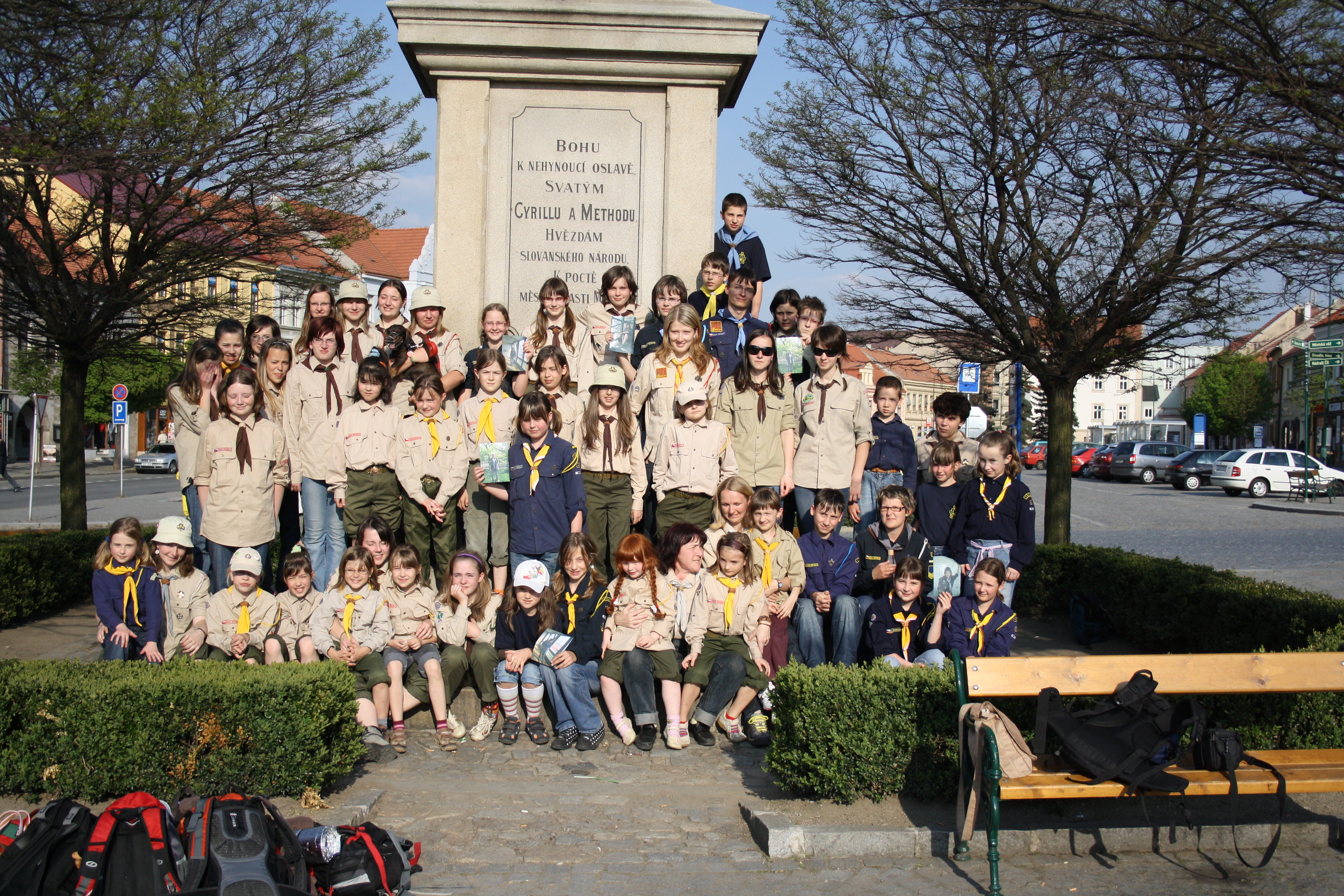
Část současných skautů při Dni v krojích

Před r. 1989 působil 1. oddíl pod Domem dětí, pionýrů a mládeže v Třebíči a vedl jej Jan Štěpnička (bratr Roy), ten oddíl vedl i v roce 1989, kdy byla organizace Junák opět obnovena. První schůzky, kde se probíraly záležitosti týkající se třetího obnovení činnosti 1. oddílu (po letech 1945 a 1968) proběhly již v prosinci 1989 v Klubu Esperantistů v ulici Příční (od r. 1988 ulice Esperantistů). Třebíčský první oddíl přešel 17.10.1992 při kultovní výpravě na Klapůvku pod vedení Radka Blažka. Tam byly také předány základní symboly oddílu: ježek v kleci s vyrytými jmény vůdců oddílu, vlajka ČR z 1. tábora z r. 1923, pamětní kniha s podpisy členů a významných hostů, např. A.B.S. V letech 1988 - 1993 jezdil 1. oddíl na tábor k Hluboké u Jinošova – vodní nádrž Kralice na Chvojnici. Od r. 1994 se začalo opět jezdit na předválečná tábořiště k řece Rokytné – Rozkoš-Pulkov. Po sametové revoluci vznikly i další oddíly, některé z nich již opět přestaly existovat. Dnes v Třebíči působí celkem deset skautských oddílů. Většina z nich vznikla po třetím obnovení organizace Junák roku 1989.
Třebíčské skautské středisko bylo slavnostně obnoveno v roce 1990, vůdcem střediska pozemních skautů se stal R. Novák a vůdcem střediska vodních skautů se stal Alois Pučalík. Během jara byly zorganizovány lesní školy, které zajistily odborné vzdělání skautských činovník, kterých bylo v třebíčském okresu do prázdnin zaregistrováno 246, celkem měly střediska 1306 členů. Uskutečnilo se 11 táborů a v září se změnilo vedení středisek, třebíčské středisko tak začal vést Mirča Brátka. Již 26. - 28. října 1990 se konala první velká akce třebíčského okresu - první porevoluční, tzv. Třebíčské jamboree v Sokolí u Třebíče spojené s rádcovskými zkouškami a dalšími aktivitami, kterého se  zúčastnilo 469 skautů. Dne 18. května 1991 proběhl první porevoluční Svojsíkův závod. V roce 2011 zvítězily skautky z oddílu Sasanky v krajském kole Svojsíkova závodu.
V roce 1993 proběhl Přístavem vodních skautů 610 10 organizovaný Čajový závod, který zároveň připomínal 25. výročí založení oddílu vodních skautů v Třebíči. 15.-16. července 2023 k výročí 100 let od založení 1. oddílu a skautingu v Třebíči, proběhlo setkání všech dospělých skautů, kteří prošli 1. oddílem a to u Pavlovského mlýna nad Dolním Smrčným.

### XI. valný sněm Junáka vTřebíči
V rámci otevření nového divadla Pasáž v Třebíči byl jako první velká akce ve dnech 18. až 20. února 2005 prezentován XI. valný sněm Junáka. V několika sálech divadla, ve foyer i v dalších místech v Třebíči se jednalo o budoucnosti skautingu a mimo jiné o tzv. Chartě českého skautingu.

## Klubovny

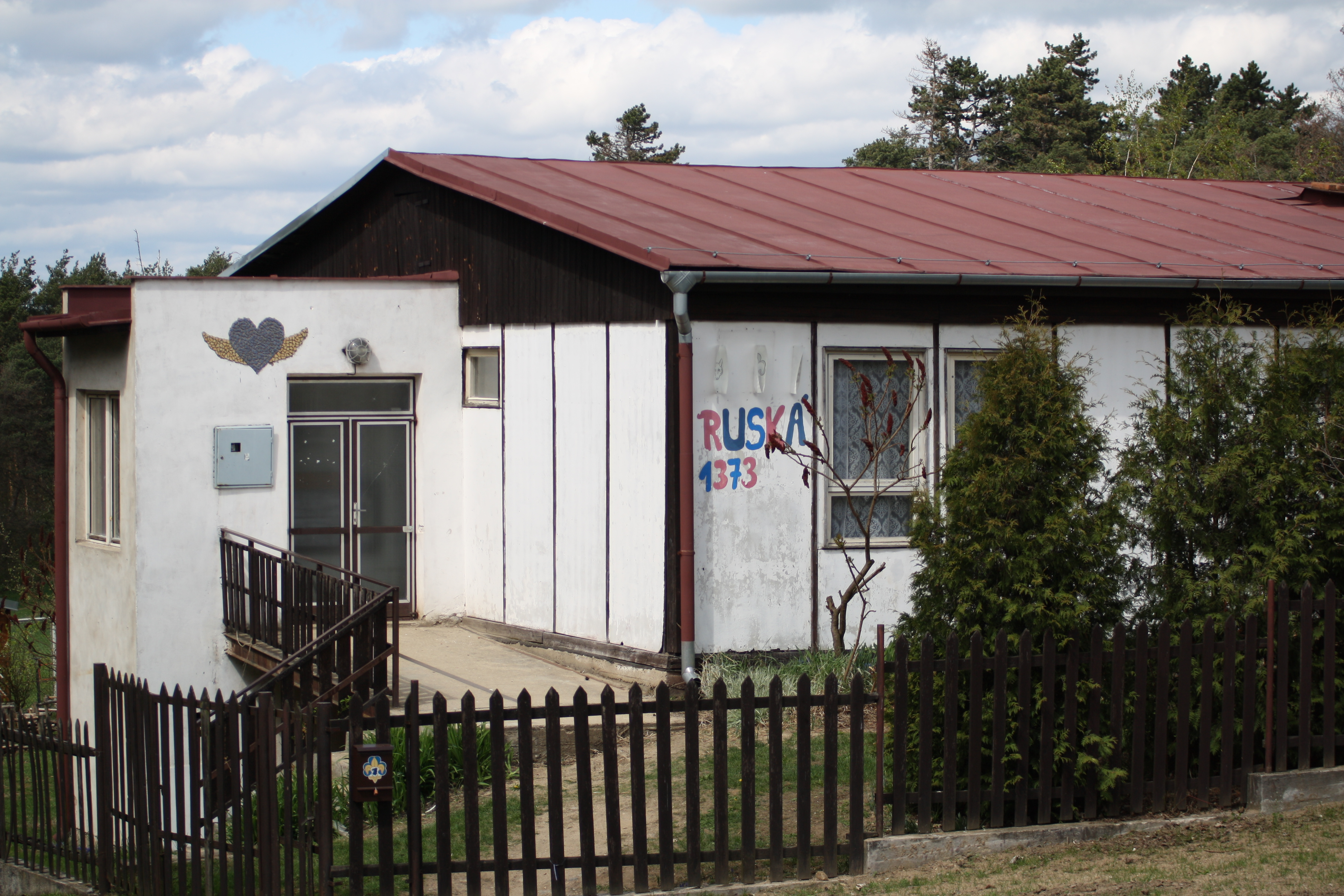
Skautská klubovna střediska Srdíčko pod Kostelíčkem

Skautská organizace v Třebíči má pod svojí správou několik budov s klubovnami, z nich jsou nejvýznamnější klubovna pozemních skautů střediska Srdíčko na Švabinského ulici a přístav vodních skautů střediska Žlutá ponorka na Svojsíkové nábřeží. 1. oddíl vodních skautů měl při svém vzniku v r.1968 klubovnu a loděnici v dřevěné boudě za starou plovárnou na Polance.
Dříve se klubovny několika oddílů nacházely i v budově čp. 89 na rohu ulic Hlavova a Smila Osovského (tzv. klubovna u Paulů), další se nacházela i v domě na ulici Cyrilometodějská a na začátku devadesátých let se oddíly 1. chlapeckého a dívčího oddílu měly scházet v klubovně na ulici Pod hrádkem.
Některé oddíly vodních skautů se scházejí v domě na ulici Leopolda Pokorného v Židech, některé i v zmíněném přístavu na Svojsíkově nábřeží. Středisku srdíčku patří i budova čp. 1305 na Hálkově ulici a také objekt bývalých sirných lázní v Dobré vodě.
V roce 2019 byla původní klubovna pod Kostelíčkem zbourána, zbyly pouze základy, na kterých bude vybudována klubovna nová. Její cena je 13,5 milionu Kč, stavba by měla být dokončena na podzim roku 2020. V roce 2021 byl schválen dar města, pro stavbu klubovny darovalo 1 milion Kč, z kterého bude pořízeno vnitřní vybavení.

## Středisko Srdíčko
Středisko Srdíčko sdružuje oddíly skautů a skautek v Třebíči, patří pod něj klubovny v budově na ulici Švabinského. V roce 2009 navštěvovalo středisko celkem 212 skautek a skautů. Vůdcem střediska do roku 2008 byl Pavel Bělka (bratr Jezevec), od roku 2008 je vůdkyní střediska Klára Pavlasová.

### Oddíly pod střediskem
Poslední roky se projevovaly poklesem dětí, v roce 2000 byl počet zaregistrovaných dětí tohoto střediska stále ještě 203 dětí a 91 dospělých členů. Od té doby nastala sestupná tendence členů, v roce 2009 poprvé výrazněji narostla dětská členská základna.
- 1. oddíl skautů
- 1. oddíl skautek
- 2. oddíl katolických skautů
- 2. oddíl katolických skautek
- 2. smečka katolických vlčat
- 2. roj katolických světlušek
- 7. oddíl skautek Sasanky
- 7. smečka vlčat

| Rok     | 2003 | 2004 | 2005 | 2006 | 2007 | 2008 | 2009 |
| ------- | ---- | ---- | ---- | ---- | ---- | ---- | ---- |
| Děti    | 188  | 177  | 159  | 162  | 149  | 150  | 173  |
| Dospělí | 69   | 52   | 49   | 45   | 44   | 40   | 39   |

## Středisko Žlutá ponorka

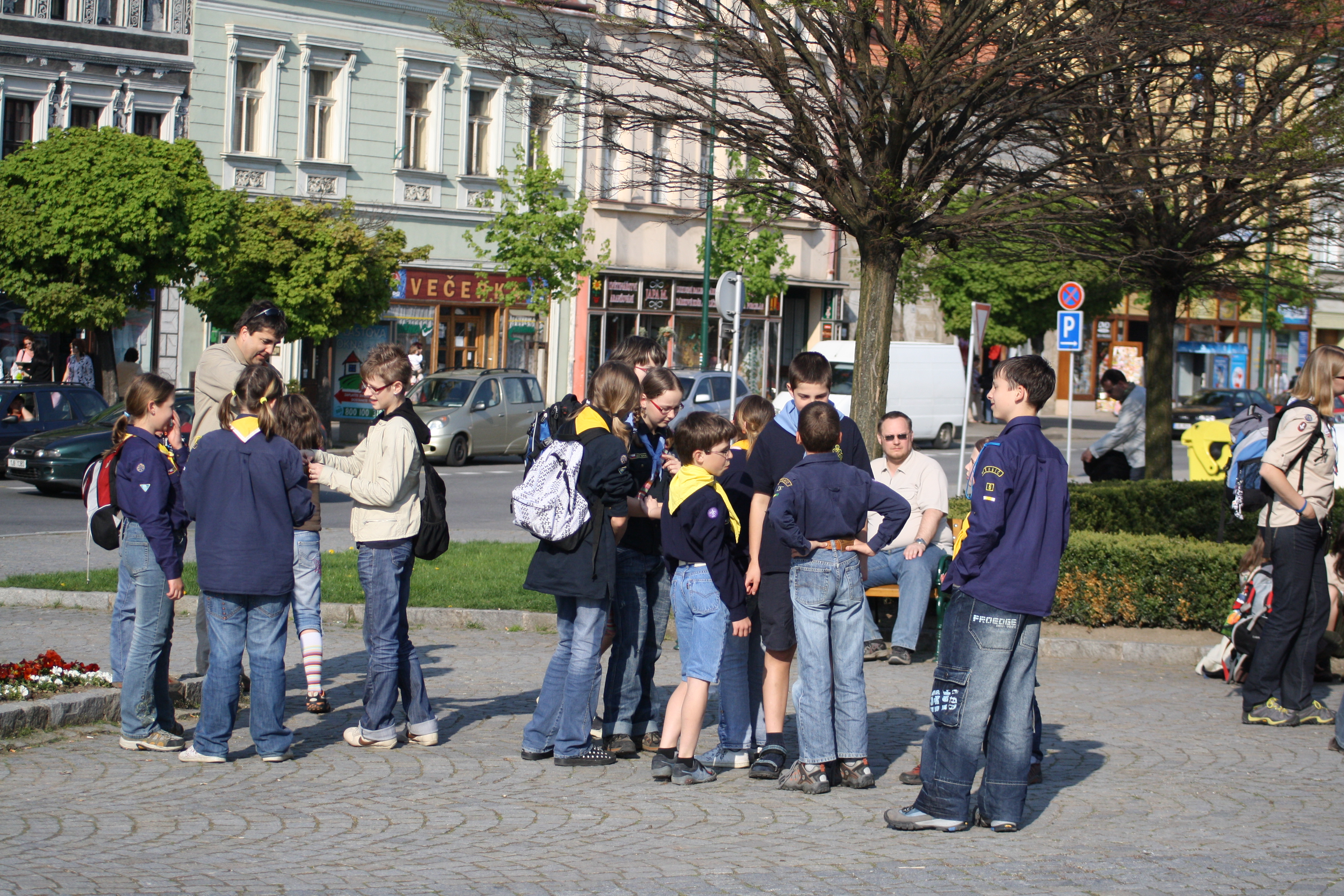
Vodáci z různých oddílů střediska Žlutá ponorka

Druhým významnějším střediskem je středisko vodních skautů Žlutá ponorka, jejím sídlem je tzv. přístav vodních skautů na Svojsíkově nábřeží. Nynějším kapitánem přístavu je Ivan Touška.

### Oddíly pod střediskem
Poslední roky se projevovaly poklesem dětí, v roce 2000 byl počet zaregistrovaných dětí tohoto střediska stále ještě 93 dětí a 41 dospělých členů. Od té doby nastala sestupná tendence členů, později nastaly výkyvy počtu členů.
- 4. oddíl vodních skautů – http://ctyrka.zlutaponorka.com/
- 5. oddíl vodních skautů – http://www.petka.zlutaponorka.com/
- 6. oddíl vodních skautů – http://www.sestka.zlutaponorka.com/
- 9. oddíl vodních skautů – zrušený roku 2007
- 43. kmen vodní skautů
- 69. oddíl roverů – http://roveri.zlutaponorka.com/

| Rok     | 2003 | 2004 | 2005 | 2006 | 2007 | 2008 | 2009 |
| ------- | ---- | ---- | ---- | ---- | ---- | ---- | ---- |
| Děti    | 122  | 116  | 89   | 84   | 54   | 72   | 66   |
| Dospělí | 41   | 51   | 38   | 32   | 39   | 40   | 35   |

## Tradiční akce skautů
- Čajová plavba – soutěž v plavbě na lodích na Dalešické přehradě.
- Hrkání – velikonoční vítání jara a velikonočních svátků vodních skautů, tzv. vynesením Morany[20]
- Lorenzova stuha – jarní a podzimní závody na pramicích po řece Jihlavě spojené s otevíráním řeky.[21]
- Výprava na proutky – výprava prvního oddílu tradiční cestou.
- Miss světluška – soutěž šikovnosti pro světlušky.
- Jezování – otvírání vody.[22]
- Uzlovací liga – soutěž v uzlování v mnoha kategoriích.[23]
- Skautský ples – ples skautů a skautek.
- Úklid okolí Třebíče[24]

## Abahoa
Název Abahoa pochází z básně básníka Karla Zapletala Přerovského, kterou podle Jana Urbánka měl napsat pro 3. oddíl skautů.
| „                                                     | Tam, kde klene se nad peřejí most zvaný Abahoa, tam se oči rozzářejí, ústa šeptají slova: úf, uf, úf, uf, za zvuku tamtamů Abahoa - Abahoa ... | “ |
| — Karel Zapletal Přerovský: V tom Zlatomlýnském údolí | |   |

Pojmenování bylo poprvé použito v názvu zpravodaje třebíčských skautů s názvem Abahoa, který vycházel v letech 1969–2007. Název byl v roce 2000 použit i pro nově vzniklé internetové stránky okresní rady Junáka v Třebíči. Okresní rada Junáka v Třebíči byla pojmenována podle třebíčského skauta a pozdějšího pilota RAF Jindřicha Svobody.

## Osobnosti
- Mirča Brátka, dlouholetý skaut a fotograf
- Josef Bublan, čestný občan města Třebíče, představitel skautingu[27]
- Alois Pučalík, čestný občan města Třebíče, zakladatel vodních skautů
- Karel Zapletal, skaut a autor názvu Abahoa
- Jindřich Svoboda, pilot bombardéru[28]